# Cerovac (Aerodrom)
Pour les articles homonymes, voir Cerovac.
Cerovac (en serbe cyrillique : Церовац) est un village de Serbie situé dans la municipalité d’Aerodrom (Kragujevac), district de Šumadija. Au recensement de 2011, il comptait 904 habitants.

## Démographie

### Évolution historique de la population
| 1948 | 1953  | 1961 | 1971 | 1981 | 1991 | 2002 | 2011 |
| ---- | ----- | ---- | ---- | ---- | ---- | ---- | ---- |
| 980  | 1 002 | 934  | 852  | 883  | 929  | 904  | 904  |

|  |